# Ronnie Vannucci

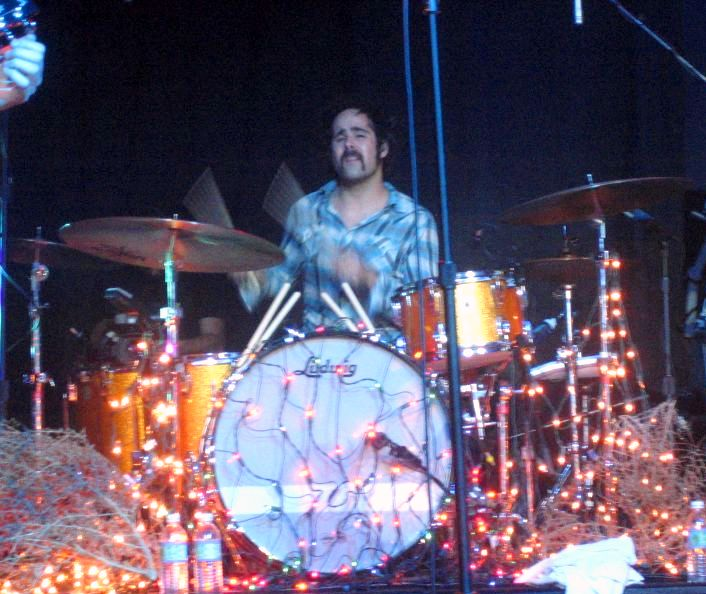
Ronnie Vannucci bei einem Auftritt im Empire Ballroom, Las Vegas, am 25. August 2006.

Ronald Dante „Ronnie“ Vannucci, Jr. (* 15. Februar 1976 in Las Vegas) ist ein US-amerikanischer Musiker. Er ist Schlagzeuger in der Band The Killers.
Neben seiner Tätigkeit bei The Killers ist Vanucci seit 2010 in der Band Big Talk aktiv. Dort übernimmt Vanucci die Gitarre und den Gesang. Big Talk veröffentlichten 2011 eine Single und das selbstbetitelte Album Big Talk.